# El siniestro Dr. Orloff
El siniestro Dr. Orloff è un film del 1982 diretto da Jesús Franco.
Si tratta del quarto e penultimo film dedicato dal regista spagnolo al personaggio del Dottor Orloff (scritto anche Orlof), il folle scienziato e chirurgo ispirato al film di Georges Franju Occhi senza volto (1959) che si serve di alcune giovani donne per tentare di restituire la vita alla figlia, che versa in stato di coma, col volto sfigurato.

## Unremakevent'anni dopo
Il soggetto e a tratti persino la sceneggiatura ricalcano da vicino Il diabolico dottor Satana (1961), il primo film della serie, del quale El siniestro Dr. Orloff costituisce un remake. Tale legame è reso ancora più esplicito dall'impiego nella parte dell'anziano dottore dell'attore svizzero Howard Vernon, già protagonista del film del 1961.
Il film del 1982, girato con un budget molto più modesto, presenta tuttavia un carattere del tutto nuovo, oltre ad alcune importanti differenze. Franco offre qui una rilettura della vicenda in chiave surrealista anziché espressionista, apportando alcune fondamentali variazioni alla trama. Egli inventa un finale a sorpresa e per la prima ed unica volta affianca al dottor Orloff il personaggio di suo figlio, anch'egli medico e anch'egli ossessionato dall'idea di riportare in vita una donna clinicamente morta. Sotto lo sguardo ormai scettico dell'anziano medico - non più padre di Melissa, bensì marito - è questa volta il giovane Orloff ad incaricarsi di sedurre e uccidere alcune giovani donne nel tentativo di restituire bellezza e vita alla donna che ama. Accade così che la figlia del film del 1961 si trasforma nella madre di Orloff, cosicché l'elemento incestuoso, evocato anche in Gritos en la noche, acquista ora una chiara sfumatura edipica.
Come nel film del 1961, il regista assegna ad un'unica attrice i ruoli di Melissa Orloff e della moglie dell'ispettore di polizia che, fatalmente attratta verso di lui dal desiderio di sciogliere l'enigma, sarà l'ultima vittima del chirurgo pazzo. Il quadro psicanalitico appare qui più chiaro e compiuto che nel film precedente e ancora più efficace è la rappresentazione del mondo suburbano in cui il protagonista si muove a caccia delle sue prede: un mondo popolato di ragazze facili, luci al neon e deliranti forme architettoniche, sullo sfondo musicale allucinato di una colonna sonora realizzata al sintetizzatore.
Secondo una tecnica di dissociazione narrativa tipica del regista spagnolo, la dimensione farsesca delle scene al commissariato (tra cui quella che include il cameo del regista, nei panni del testimone gay Manolo) crea un violento contrasto col delirio romantico dei monologhi di Alfred Orloff (con largo impiego della voce out).

## Titoli alternativi
- Experimentos macabros (VHS)